# Vážany nad Litavou (zámek)
Bývalý vážanský zámek stojí v areálu bývalého hospodářského dvora ve Vážanech nad Litavou, v okrese Vyškov. Svým vzhledem zámeckou budovu již příliš nepřipomíná.

## Historie
Vážany jsou poprvé uváděny k roku 1287 a až do 70. let 16. století jej držel ženský augustiniánský klášter v Brně. Následně se dostal do majetku jezuitů, kteří zde na konci 16. století nechali postavit hospodářský dvůr a při něm i zámek. Po zrušení řádu v roce 1773 přešel na Moravský studijní fond, jenž jej v roce 1807 prodal svobodnému pánu Antonínu Bedřichu Mayernu. V následujícím roce mění zámek majitele znovu, když jej zakoupil Vincent Feistmantel a od něj v témže roce František Antonín z Linhartů. Linhartové, v jejichž vlastnictví zámek zůstal do roku 1916, jej nechali přestavět v duchu klasicismu. Následně jej získala Cukrovarnická společnost Heřman Redlich ze Slavkova u Brna. Společnosti byl v roce 1945 zkonfiskován a stát do jeho prostor umístil kanceláře národního výboru a zemědělského družstva a byty.